# تشریح دین
تشریح دین (کتاب): ریشه‌های فرگشتی تفکر مذهبی کتابی نوشته انسان‌شناس شناختی، پاسکال بویر است که به بررسی روان‌شناسی فرگشتی دین و ریشه فرگشتی دین می‌پردازد.

## فهرست محتوا
تشریح دین نه فصل دارد:
1. ریشه آن چیست؟
2. مفاهیم فراطبیعی چگونه هستند؟
3. چطور ذهنیتی می‌طلبد
4. چرا خدایان و ارواح؟
5. چرا خدایان و ارواح مهم‌اند؟
6. چرا دین درباره مرگ است؟
7. چرا تشریفات مذهبی؟
8. چرا اصول دینی، طرد کردن و خشونت؟
9. چرا اعتقاد؟